# Bilfinger
Bilfinger — немецкая компания, специализирующаяся на гражданском и промышленном строительстве, проектировании, услугах. Штаб-квартира компании располагается в городе Мангейм (Германия).

## История
История компании начинается с 1880 года, когда Август Бернац основал Bernatz Ingenieurwissenschaft, связанную с инженерным бизнесом. С 1886 года компания известна как Bernatz & Grün и Grün & Bilfinger с 1892 года, после того как Августа Бернаца в качестве управляющего партнера сменил Пауль Билфингер.
В 1970 году Grün & Bilfinger приобрел большую часть акций Julius Berger-Bauboag AG. После полной интеграции бизнеса в 1975 года компания получает имя Bilfinger & Berger Bauaktiengesellschaft.
В 1994 году поглощена компания Razel. В 2008 году Bilfinger успешно продает эту компанию группе Fayat за 137 миллионов евро..
В 2001 году компания изменила название на Bilfinger Berger AG.
В 2005 году Bilfinger покупает все акции Babcock Borsig Service Group.
В октябре 2009 года Bilfinger приобрела MCE Beteiligungsverwaltungs GmbH. Компания специализировалась на дизайне, строительстве и обслуживании объектов в промышленности и энергетическом секторе.
В ноябре 2011 года Bilfinger приобрела 98 % акций индийской компании Neo Structo Construction Private Ltd за 47 миллионов евро.
В декабре 2014 года подписана сделка по продаже строительного отделения Bilfinger компании Implenia AG из Швейцарии. На момент продажи оно было вторым по размерам в Германии.
В июне 2016 года Bilfinger продает компании EQT бизнес, связанный с управлением недвижимостью.

## Собственники и руководство
По состоянию на 31 декабря 2019 года акциями компании владеют:
| Percentage | Investor                                         |
| ---------- | ------------------------------------------------ |
| 74,3 %     | Институциональные инвесторы                      |
| 16,9 %     | Нераспределенные                                 |
| 8,9 %      | Акции казначейства                               |
| 26,8 %     | Cevian Capital                                   |
| 14.4 %     | Институциональные инвесторы из Германии          |
| 10,9 %     | Институциональные инвесторы из Великобритании    |
| 9.4 %      | Институциональные инвесторы из США               |
| 4.7 %      | Институциональные инвесторы из Швейцарии         |
| 3.9 %      | Институциональные инвесторы из стран Скандинавии |
| 2,6 %      | Институциональные инвесторы из Швейцарии         |
| 1,2 %      | Институциональные инвесторы из Франции           |
| 2,3 %      | Другие институциональные инвесторы               |